# 邵东市第一中学
邵东市第一中学，通称湖南省邵东一中，简称邵东一中，是一所位于中国湖南省邵东市的普通高级中学，是湖南省示范性高中之一。

## 学校简史

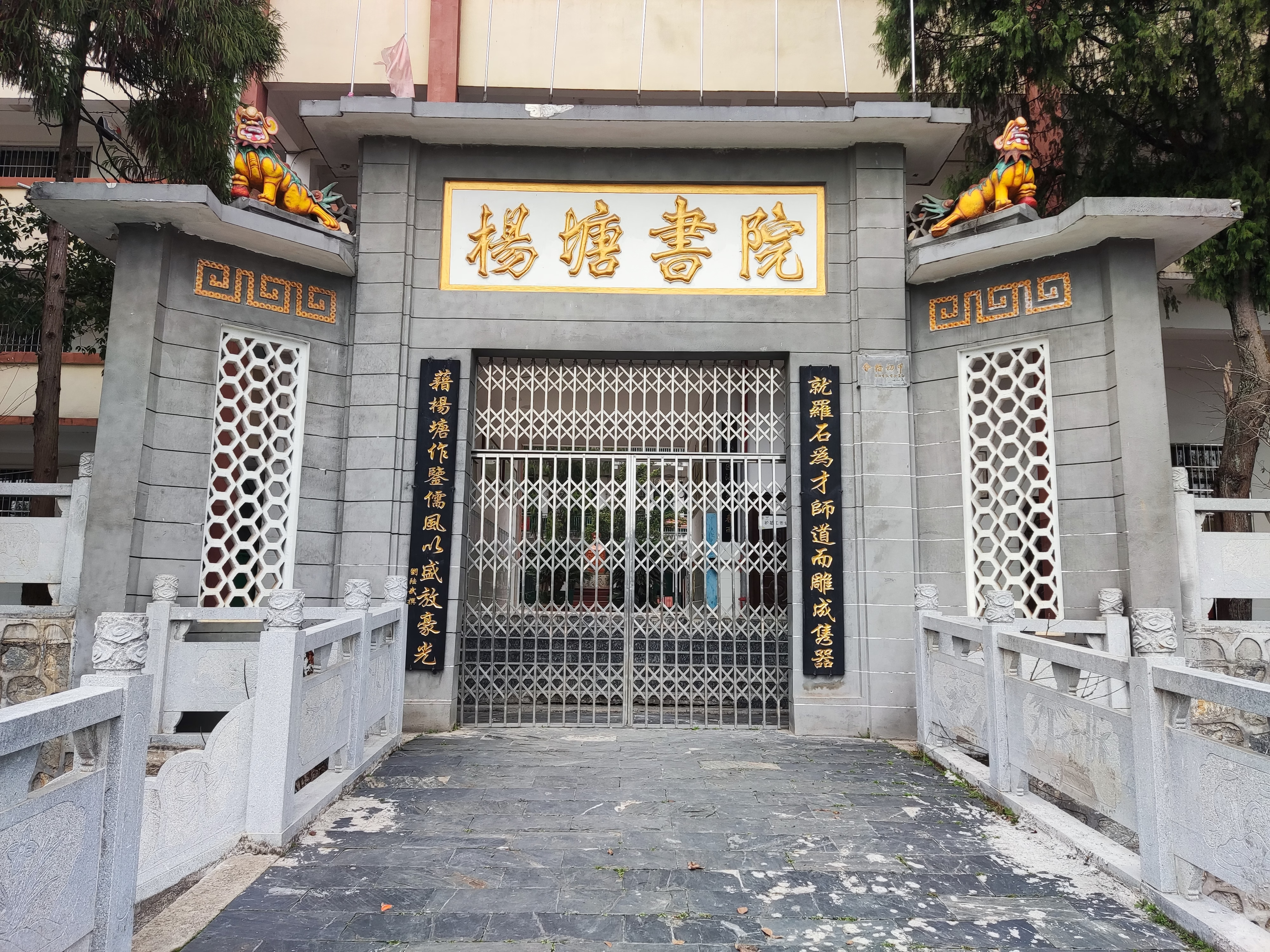
杨塘书院

学校前身为清朝上海道道台曾炳熙捐资2万银元于1905年在杨桥建成的杨塘书院。
1942年学校易名会辅中学，意寓“以文会友，以友辅仁”。
1950年校址乔迁至佘田桥蒸水河畔，改名蒸上中学，又寓“蒸蒸日上”。
1952年学校迁到现址，更名为邵东县第一中学。
2004年，学校被评定为湖南省示范性普通高级中学。
2019年，因邵东撤县设市，学校正式更名为邵东市第一中学。

## 学校文化

### 校徽
校徽整体为圆形，圆环上方是湖南省书法家协会主席何满宗先生亲笔题写的“湖南省邵东一中”，圆环下方是学校英文名称“NO.1 HIGH SCHOOL SHAODONG HUNAN”，中间是小篆体的“邵东一中”和建校时间1905年。

### 校训

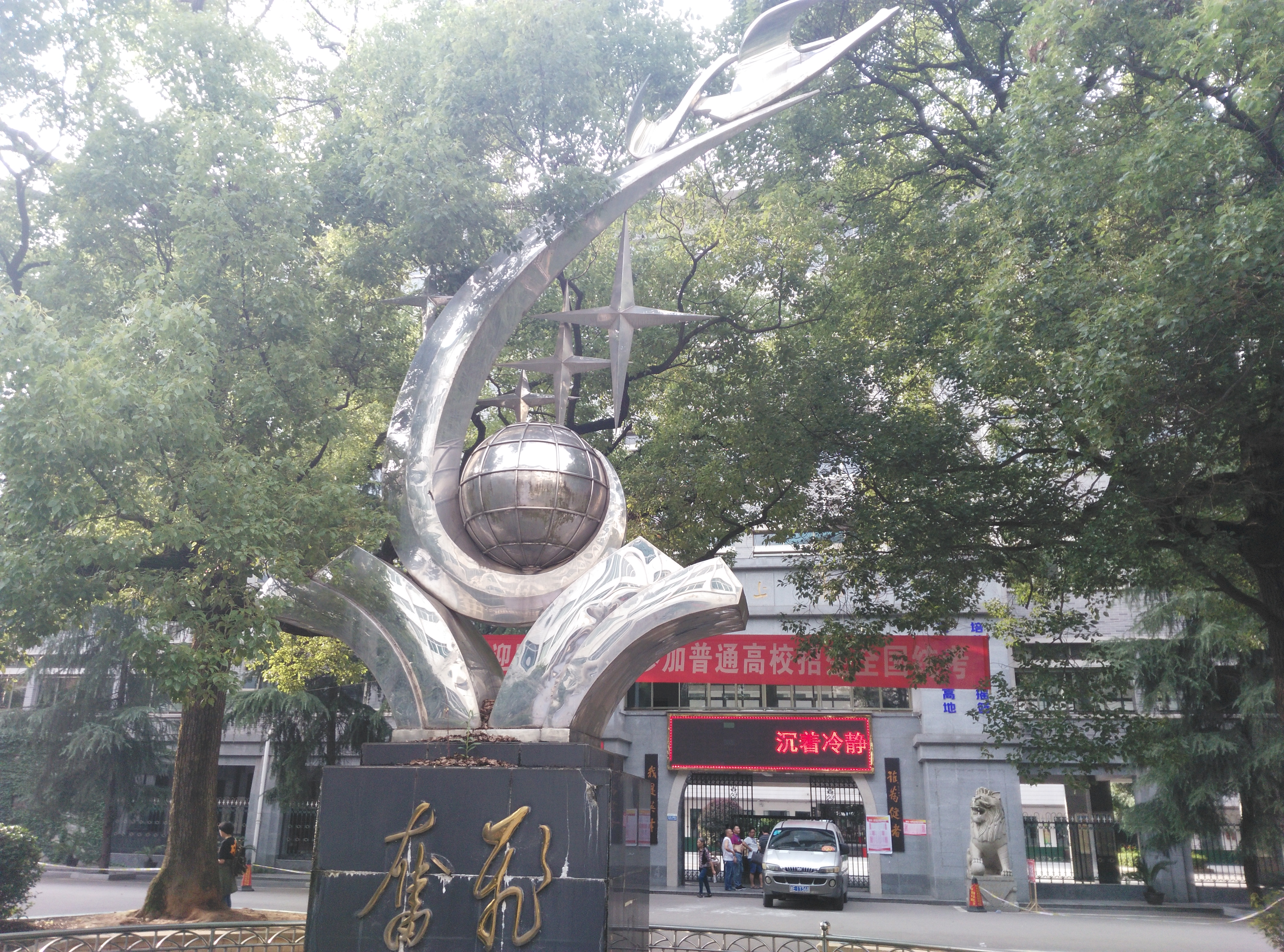
奋飞雕塑及蒸上楼

自觉  团结  勤奋  向上

### 培养目标
培养有君子风范的优秀公民

### 校花
邵东一中校花为紫薇花，其象征沉迷的爱与好运。

## 校园环境
邵东一中位于邵东市政治、经济、文化的中心，校本部占地面积97.4亩，另有分部90亩，实习农场30亩，建筑总面积10万余平米，是省级园林式单位。建有标准绿茵田径场，400米塑胶环形跑道，120米的塑胶直跑道风雨体训馆；2000兆校园网，70间多媒体教室，3间大型多媒体报告厅。图书馆、阅览室、理化生实验室等一应俱全。不间断供电系统、智能购物、就餐、洗衣、洗澡等管理系统可为学生们提供便利的学习和生活环境。

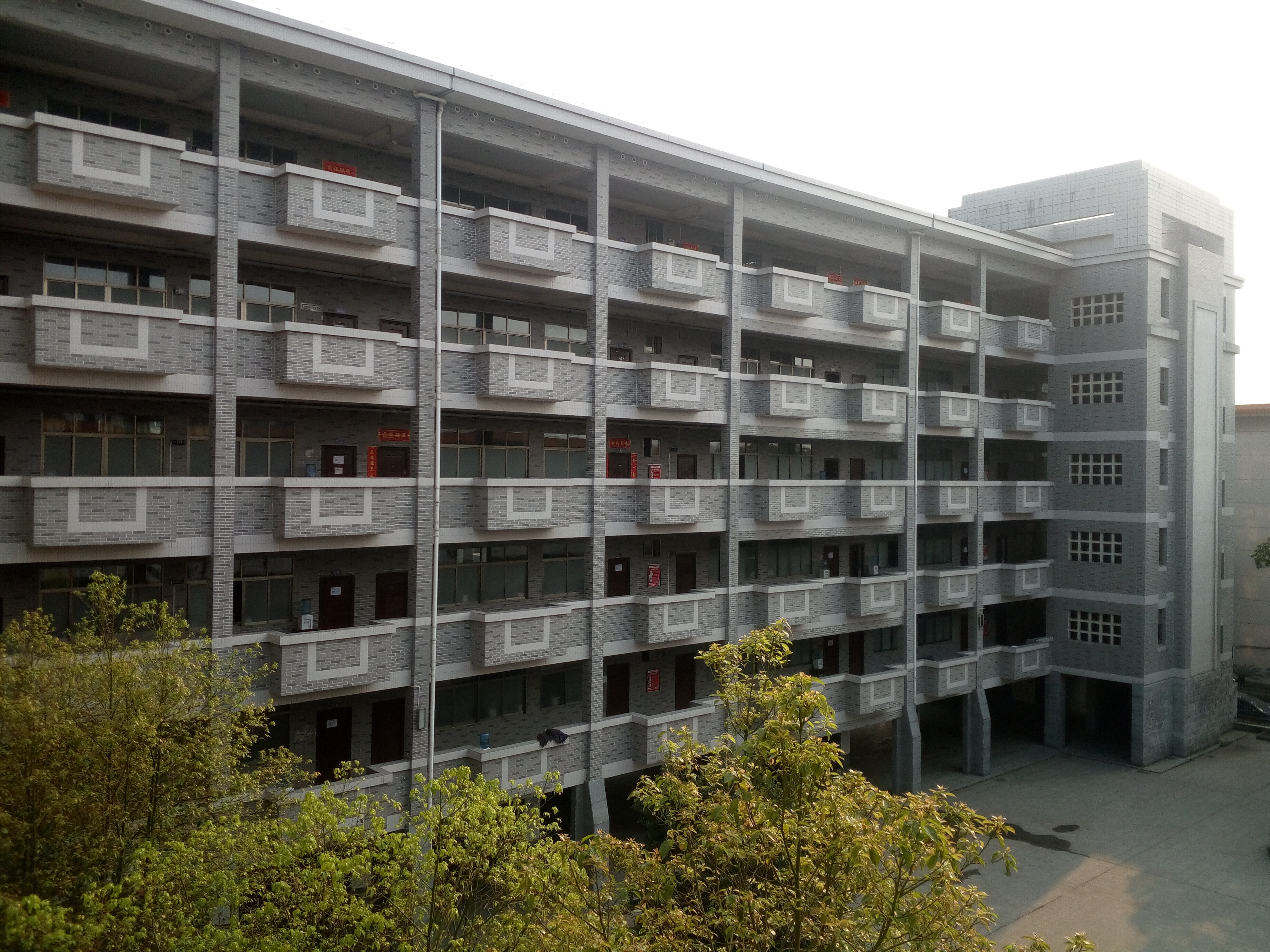
蒸上楼
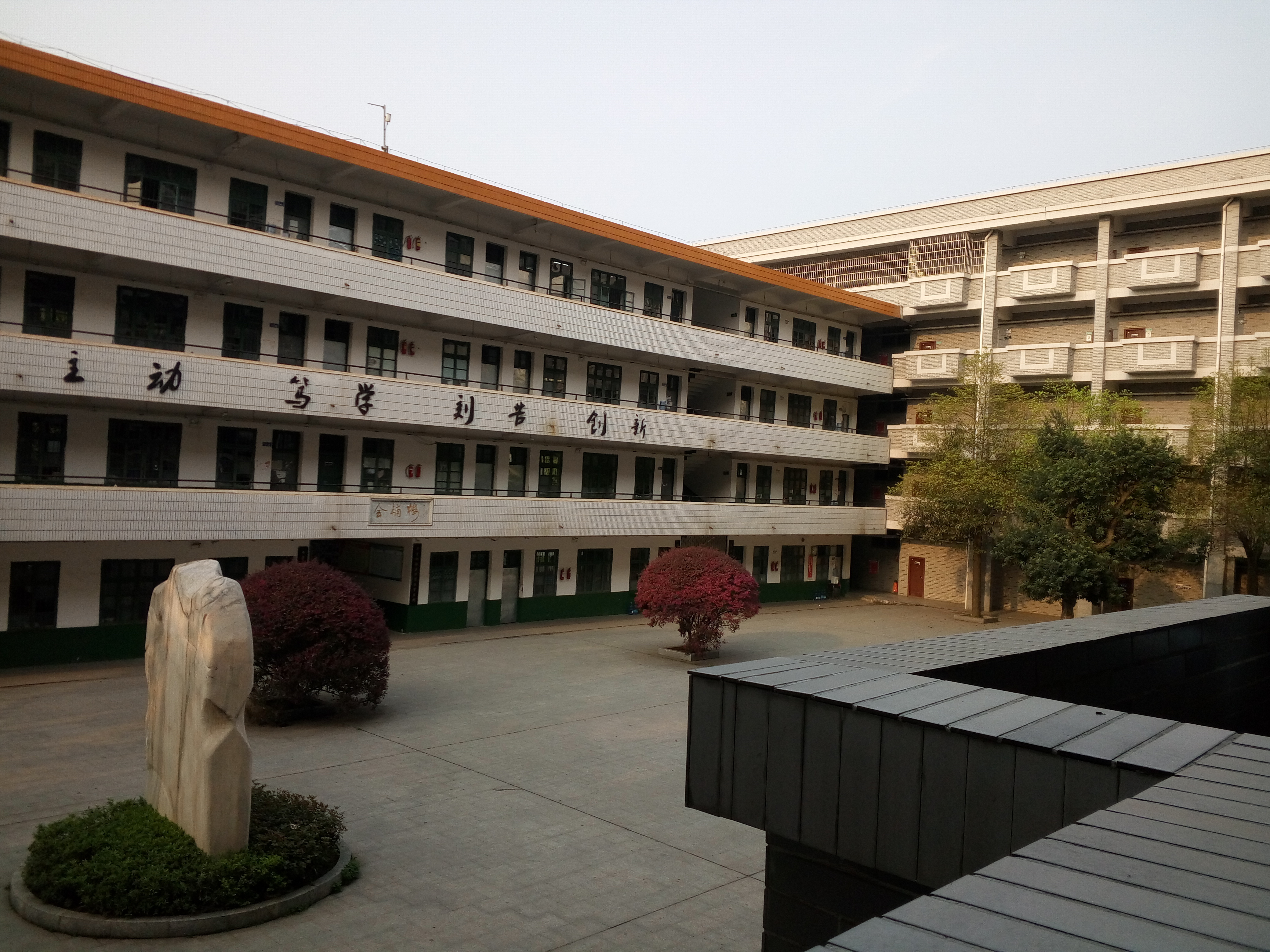
会辅楼(左)及炳熙楼（右）
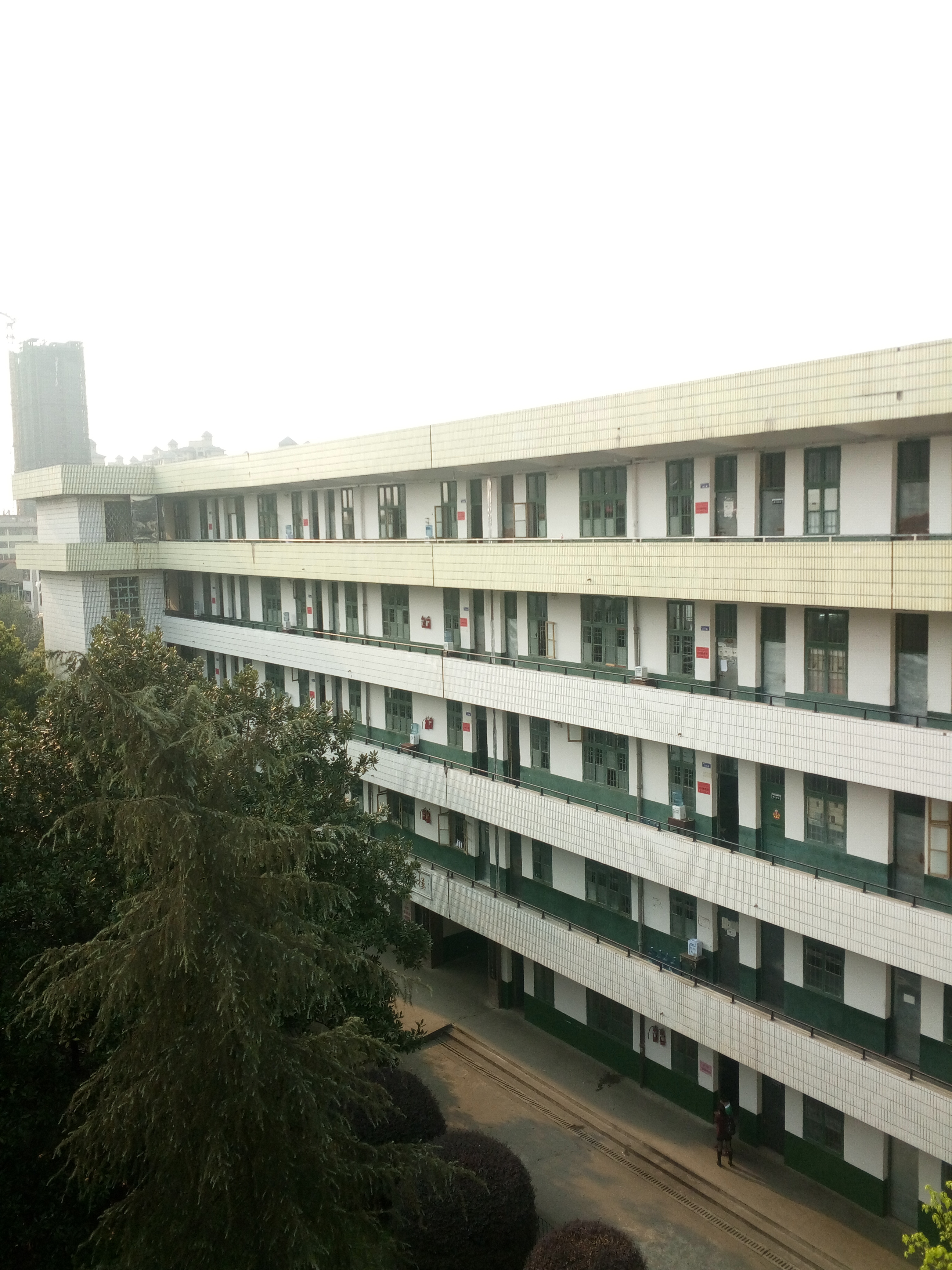
书院楼
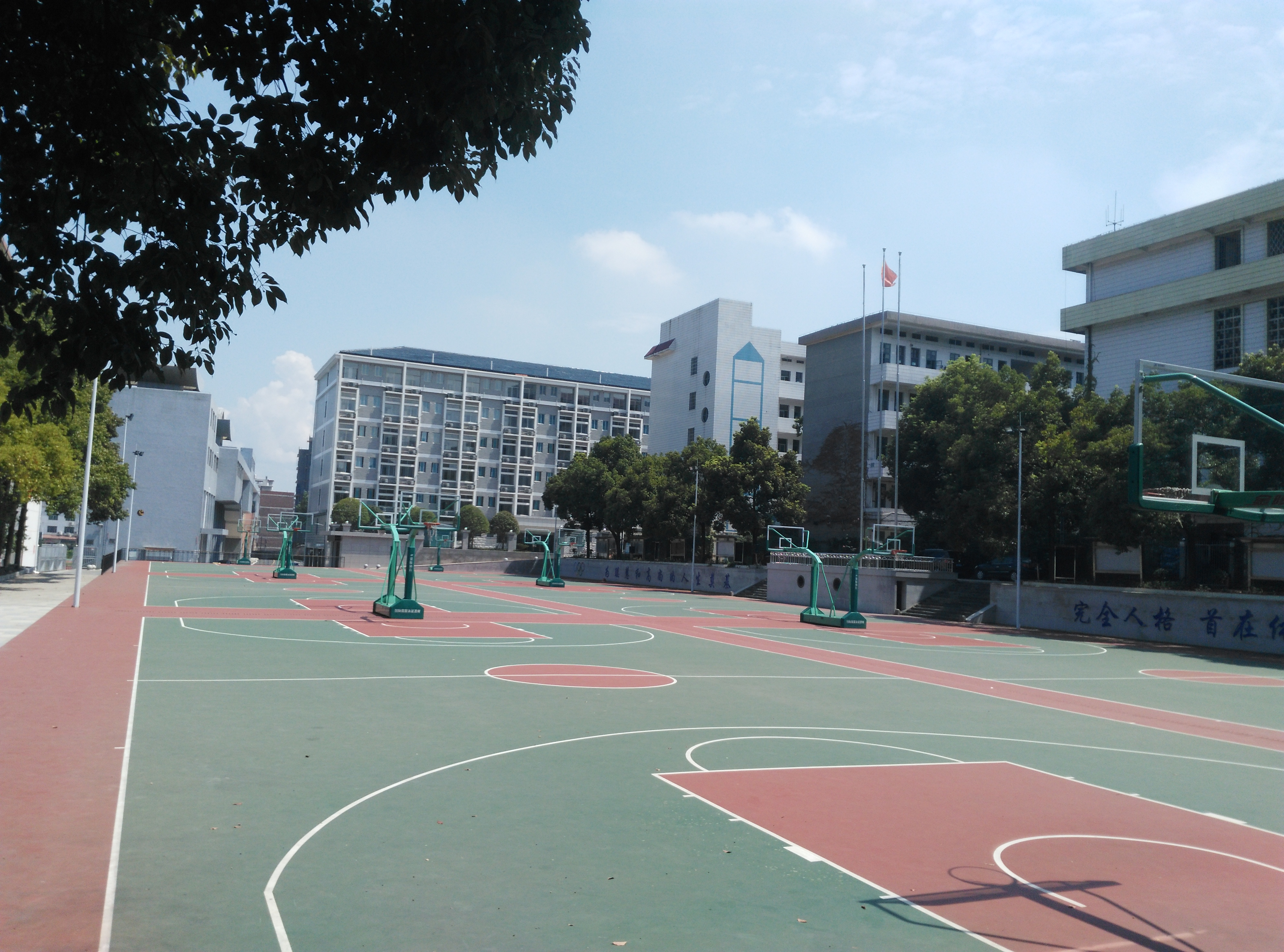
篮球场
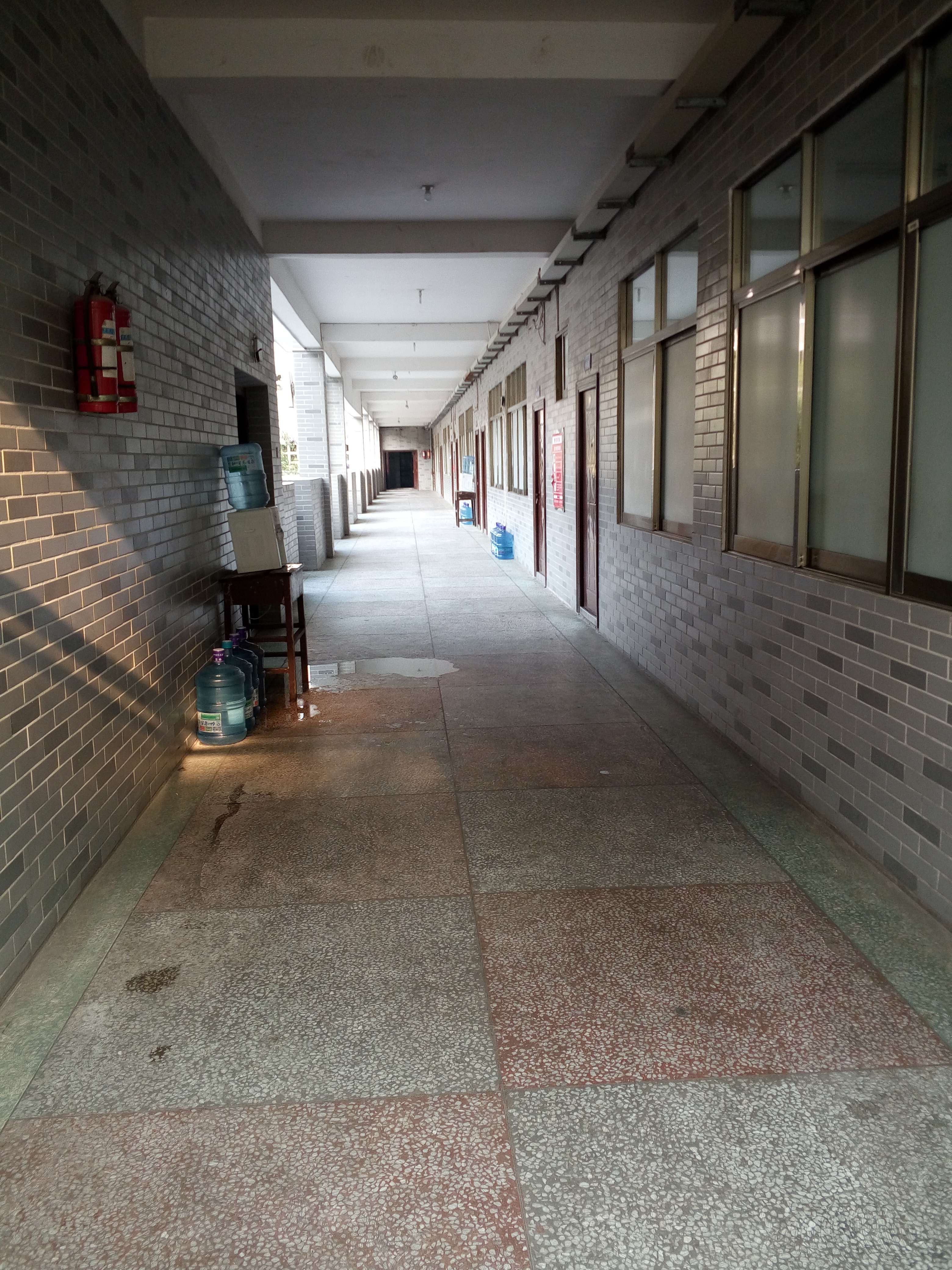
蒸上楼走廊

## 风云校友

### 学界
郑健龙：中国工程院院士，长沙理工大学教授、博导、首任校长。
赵立华：湖南大学教授、博导、副校长。
刘新庚：中南大学教授、博导、公共管理学院党委书记。
申胜平：西安交通大学教授、博导、航天航空学院院长。
羊春秋：中国古典文学研究家，湘潭大学教授、中文系主任，《中国韵文学刊》主编。
姜正国：湖南人文科技学院党委书记、校长，湖南大学兼职教授和博、硕士生导师。
黄方林：中南大学土木工程学院教授，博导，力学与工程研究所所长，力学系副主任。
胡艾希：湖南大学教授、博导、药物研究所所长。
王芝华：中共湖南省委党校教授、硕导、马克思主义学院副院长。
罗雪梅：湖南大学教授、大学英语部副主任。
龙梦晖：中国政法大学教授、外语系主任。
贺前华，华南理工大学教授、博导、电子与信息学院副院长。
唐川林：株洲工学院（今湖南工业大学）教授、机械学院院长。
刘旭：湘潭大学教授、硕导，湖湘文化研究所所长
罗友农：华中理工大学教授、机械工程二系副主任、热加工科技研究所副所长。
容军：北京师范大学化学系副主任、应用化学研究所副所长。
刘昆：国防科技大学航天与材料工程学院教授、博导、空间技术研究所副所长。
吴顺祥：厦门大学自动化系教授、博导、系统工程研究所副所长。

### 政界
罗桂求：曾任长沙市副市长、岳阳市市委书记、湖南省人民政府秘书长、湖南省人大常委会副主任。
刘志远：曾任检察日报党委书记、社长，最高人民检察院国际合作局局长。
李小松：曾任湖南省人民医院院长、湖南省卫生健康委员会党组书记、主任。

### 商界
邓伟明：中伟集团创始人，中伟股份（股票代码：300919）董事长兼总裁。2022年，邓伟明、吴小歌夫妇以345亿人民币财富位列《胡润百富榜》第140位。
蒋爱平：湖南大地房地产开发有限公司董事长。
廖立新：深圳红邦企业管理顾问有限公司董事长

### 军界
周美华：中国人民解放军少将，曾任第47集团军副军长、兰州军区副参谋长。
刘戟锋：中国人民解放军少将，国防科技大学教授、博导，人文与社会科学学院院长。
杜家驹：中国科学院固体物理研究所研究室主任、研究员、博导。曾参与“原子弹和氢弹的突破及武器化（08工程）”。

### 传媒
汤集安：湖南国际频道台长，浙江传媒学院客座教授。
黄颂明：邵阳日报社长，党组书记。
莫倩倩：湖南广播电视台节目主持人。

## 相关影视
CCTV纪录片《高考少年》 （页面存档备份，存于）(YouTube)